# Emiliano González Arqués
Emiliano González Arqués (Santander, Cantabria, España, 20 de septiembre de 1969) es un exfutbolista andorrano nacido en España. Jugó de delantero en el FC Andorra y en la selección de Andorra.